# Gà Pictave
Gà Pictave là một giống gà nhỏ (gà Bantam) có nguy cơ tuyệt chủng của nước Pháp. Nó được đặt tên theo tên gọi Pictavi là bộ lạc đã đặt tên cho tỉnh Poitou trước đây, hiện là một phần của vùng Nouvelle-Aquitaine. Đó là một giống gà nhỏ thực sự, nó là một giống gà Bantam thực thụ của nước Pháp. Gà trống nặng khoảng 800 gram và gà mái khoảng 600g. Nó được lai tạo ra vào thế kỷ XX bởi Raymond Lecointre, người đã sử dụng gà mái để ấp trứng gà lôi của mình và nuôi gà con.

## Lịch sử
Giống như các giống gà tre Bỉ và gà tre Hà Lan, gà Pictave xuất phát từ số lượng lớn các giống bantam có kích thước nhỏ của châu Âu ở Flemish được gọi là Engelse kiekskes, "bantam Anh". Từ khoảng năm 1900 chúng được chọn lọc bởi Raymond Lecointre tại vùng Anché, về phía nam của Poitiers trong tỉnh của Vienne. Ông đã sử dụng gà mái để ấp trứng gà lôi của mình và nuôi gà con. Một tiêu chuẩn cho giống này được đưa ra vào năm 1928 và được phê duyệt vào năm 1929.
Gà Pictave đã gần như tuyệt chủng trong những năm sau Chiến tranh thế giới thứ hai. Đã có những nỗ lực để giải cứu nó bằng cách lai tạo giống với các giống bantam khác. Chăm sóc đã được thực hiện để tránh sự giao phối cận huyết, nhưng sự hiểu biết kém về di truyền học của thời gian có nghĩa là giống gà này lệch khỏi tiêu chuẩn trước chiến tranh. Câu lạc bộ Bantam của Pháp đã xuất bản cuốn sách tiêu chuẩn đầu tiên vào năm 1985; gà Pictave được mô tả kỹ lưỡng, nhưng hình minh họa không phù hợp với tiêu chuẩn. Độ lệch này đã được công nhận tại hội nghị của Châtellerault vào năm 1998, và một mục tiêu chăn nuôi mới được thành lập: để trở về tiêu chuẩn năm 1928.

## Đặc điểm
Gà Pictave có một cái đuôi dài, đôi cánh dài được mang theo thấp, và một chiếc vú tròn. Gà trống nặng khoảng 800 gram và gà mái khoảng 600 g. Chúng có mồng đơn được công nhận cho giống này. Chân có màu trắng hơi hồng và bốn ngón, mồng, tích, dái tai và đỏ. Gà mái Pictave đẻ khoảng 130 quả trứng vỏ trắng kem mỗi năm, trứng nên cân nặng ít nhất 40 g. Những con gà mái là những người nuôi con khéo và là những người mẹ tốt. Gà mái Pictave đã được sử dụng trong khu vực Nord-Pas-de-Calais (nay là một phần của Hauts-de-France) để giúp tái du nhập các các giống gà chim đa đa. Gà Pictave rất hiếm. Nó được liệt kê là "nguy cơ tuyệt chủng" của FAO năm 2007. Vào năm 2014, có 50 con gà mái thuần thục (Fertility) tức là có khả năng sinh sản. 